# Diócesis de Murska Sobota
La diócesis de Murska Sobota (en latín: Dioecesis Somboten(sis) y en esloveno: Škofija Murska Sobota) es una circunscripción eclesiástica latina de la Iglesia católica en Eslovenia, sufragánea de la arquidiócesis de Maribor. La diócesis tiene al obispo Peter Štumpf, S.D.B. como su ordinario desde el 28 de noviembre de 2009.

## Territorio y organización
La diócesis tiene 1102 km² y extiende su jurisdicción sobre los fieles católicos de rito latino residentes en la casi totalidad de la región del Mura.
La sede de la diócesis se encuentra en la ciudad de Murska Sobota, en donde se halla la Catedral de San Nicolás.
En 2019 en la diócesis existían 36 parroquias agrupadas en 3 decanatos.

## Historia
La diócesis fue erigida el 7 de abril de 2006 con la bula Slovenorum fidelium del papa Benedicto XVI, obteniendo el territorio de la diócesis de Maribor, que a su vez fue elevada al rango de arquidiócesis metropolitana.

## Estadísticas
De acuerdo al Anuario Pontificio 2020 la diócesis tenía a fines de 2019 un total de 83 900 fieles bautizados.
| Año                                                                             | Población            | Población | Población      | Sacerdotes | Sacerdotes    | Sacerdotes    | Bautizados por sacerdote | Diáconos permanentes | Religiosos | Religiosos | Parroquias |
| Año                                                                             | Bautizados católicos | Total     | % de católicos | Total      | Clero secular | Clero regular | Bautizados por sacerdote | Diáconos permanentes | Varones    | Mujeres    | Parroquias |
| ------------------------------------------------------------------------------- | -------------------- | --------- | -------------- | ---------- | ------------- | ------------- | ------------------------ | -------------------- | ---------- | ---------- | ---------- |
| 2006                                                                            | 95 463               | 120 140   | 79.5           | 61         | 50            | 11            | 1564                     |                      | 12         | 15         | 36         |
| 2012                                                                            | 95 400               | 119 600   | 79.8           | 54         | 44            | 10            | 1766                     |                      | 17         | 13         | 36         |
| 2013                                                                            | 95 500               | 119 800   | 79.7           | 56         | 47            | 9             | 1705                     |                      | 15         | 20         | 36         |
| 2016                                                                            | 84 700               | 111 000   | 76.3           | 55         | 44            | 11            | 1540                     |                      | 16         | 21         | 36         |
| 2019                                                                            | 83 900               | 110 000   | 76.3           | 55         | 43            | 12            | 1525                     |                      | 15         | 23         | 36         |
| Fuente: Catholic-Hierarchy, que a su vez toma los datos del Anuario Pontificio. |                      |           |                |            |               |               |                          |                      |            |            |            |

## Episcopologio
- Marjan Turnšek (7 de abril de 2006-28 de noviembre de 2009 nombrado arzobispo coadjutor de Maribor)
- Peter Štumpf, S.D.B., desde el 28 de noviembre de 2009